# Liste des noms de code OTAN pour les avions de chasse
Les « codes OTAN » sont un système de désignation employé par l'Organisation du traité de l'Atlantique nord pour nommer et répertorier les matériels militaires originaires des pays de l'ancien pacte de Varsovie.
La première lettre de la désignation correspond au type d’équipement dont il s'agit, par exemple "F" pour les avions de chasse (Fighter aircraft) ou "B" pour les bombardiers.
Le nom attribué peut être suivi d'une lettre qui s'incrémente selon l'ordre alphabétique et qui désigne les versions du matériel telles qu'elles sont supposées connues par l'OTAN.

## Liste des avions de chasse et leur code OTAN

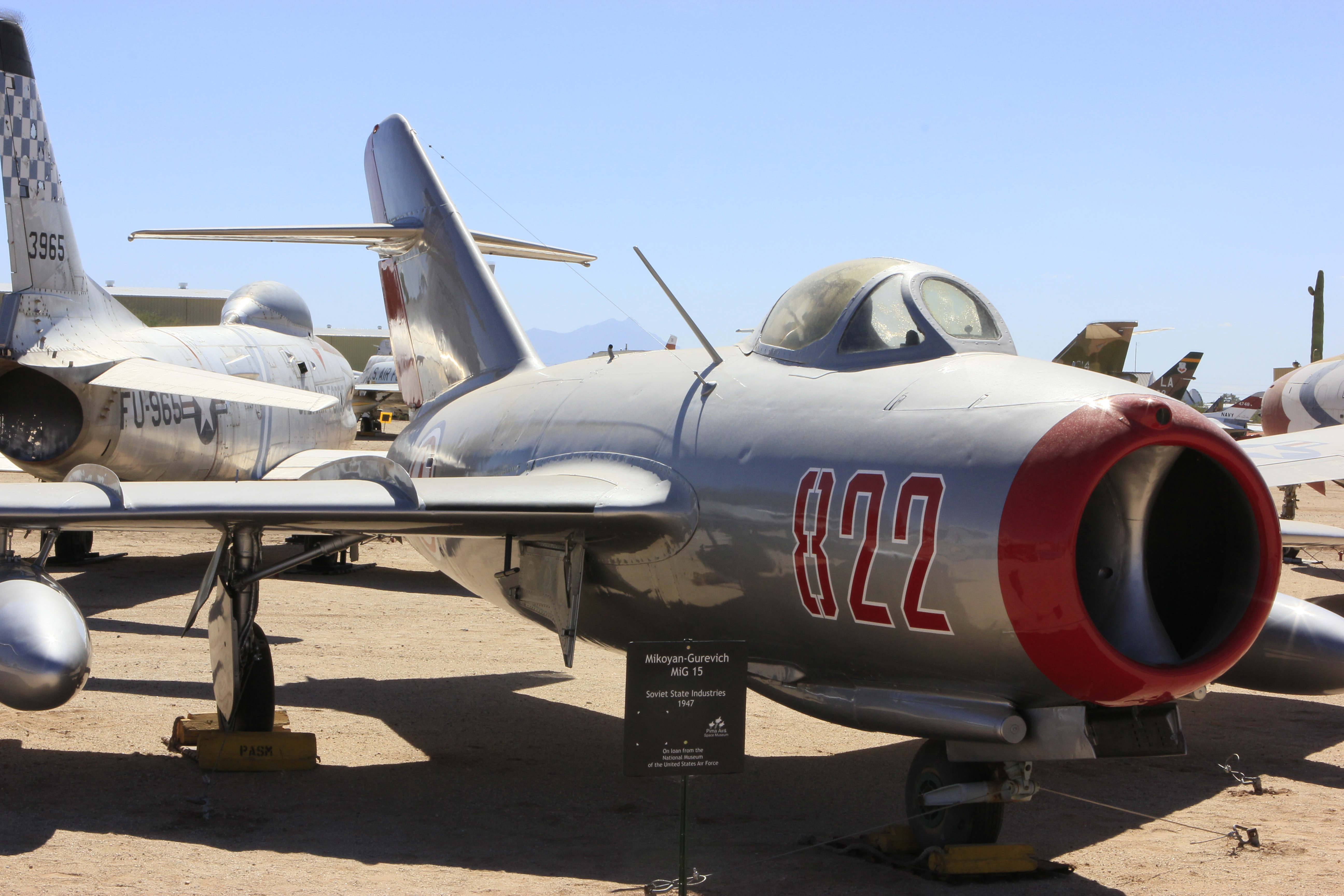
MiG 15 "Fagot"

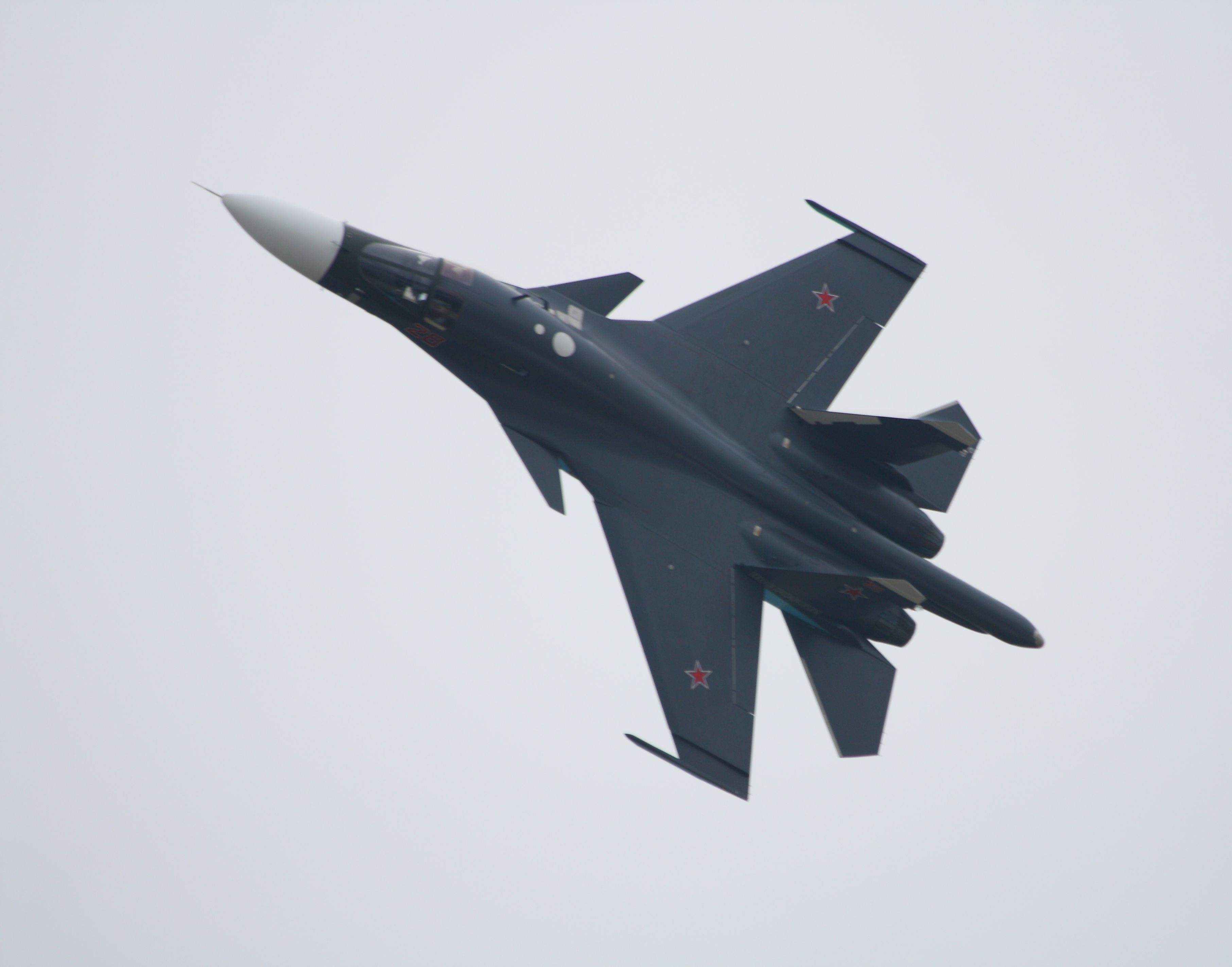
Su-34 "Fullback" au salon international aérospatial de Moscou (MAKS) 2013

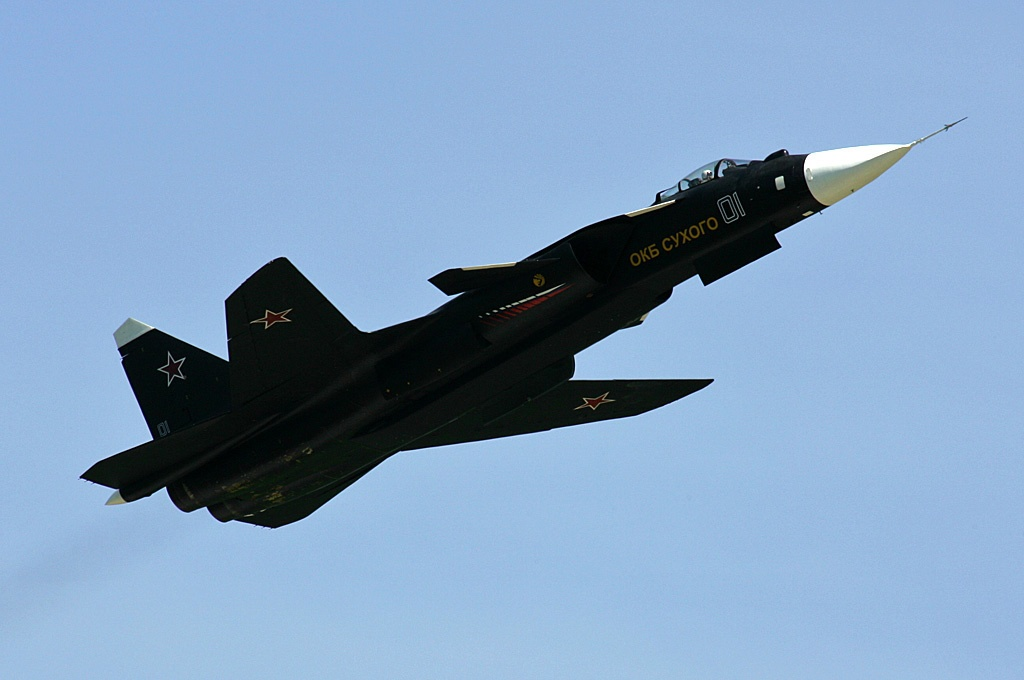
Su-47 "Firkin" (2007)

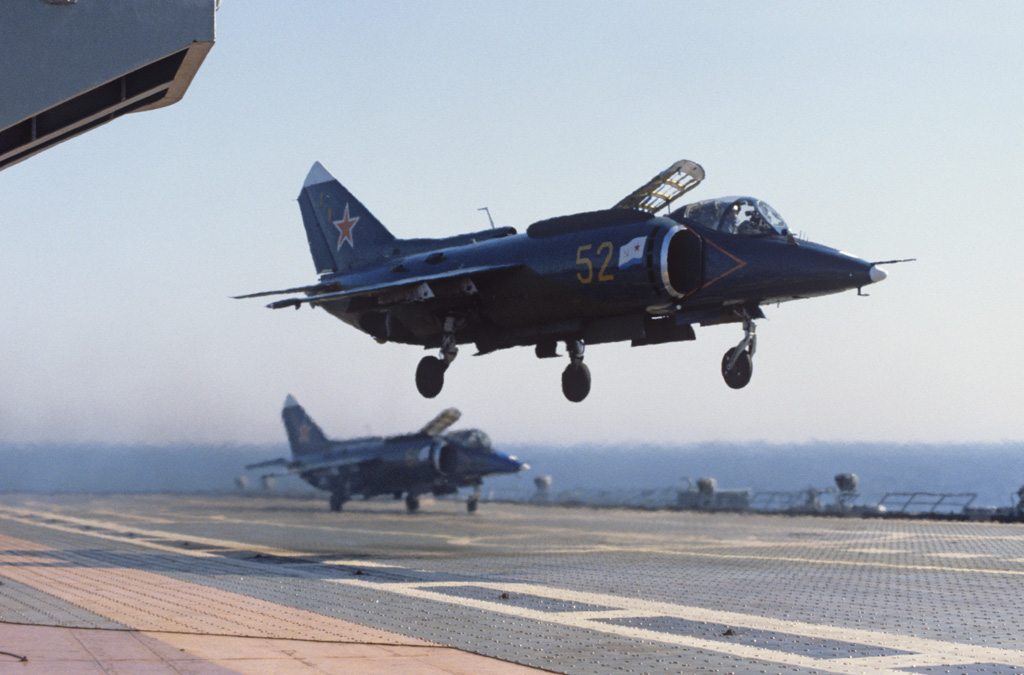
Yak-38 "Forger" en décollage vertical.

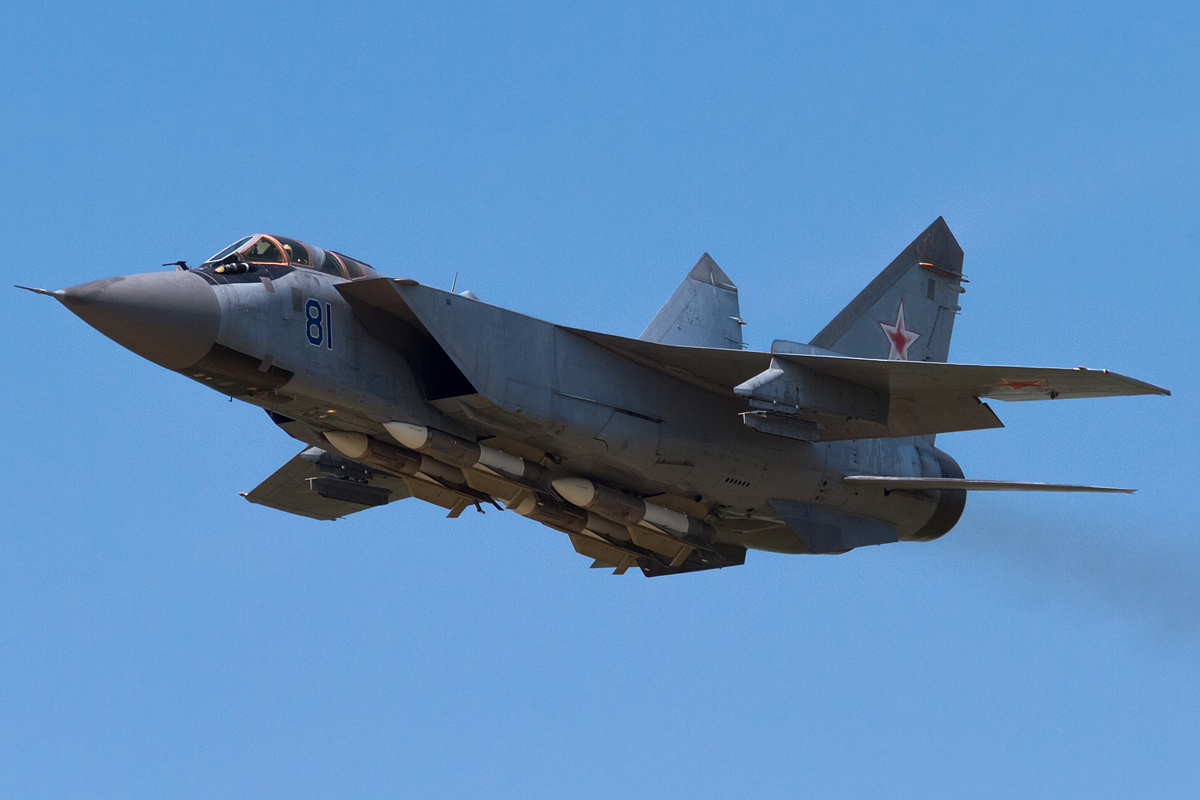
Mig-31 "FOXHOUND" de l'armée de l'air russe

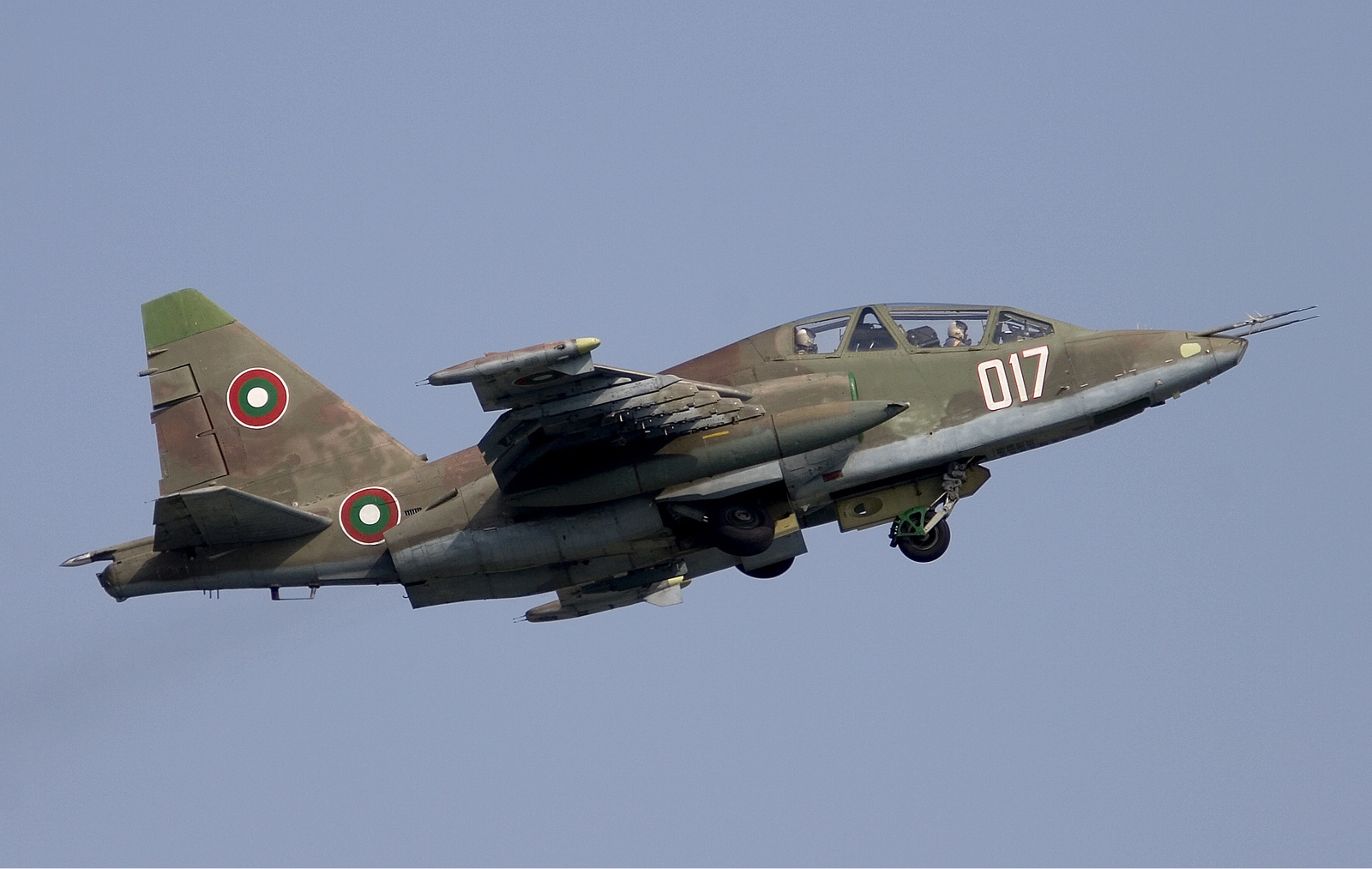
Su-25 "Frogfoot" des forces aériennes Bulgares.

| Pays | Code OTAN/ASCC (en) | Désignation soviétique          | Rôle                                   |
| ---- | ------------------- | ------------------------------- | -------------------------------------- |
|      | Faceplate           | Mikoyan-Gourevitch Ye-2A        | Chasseur                               |
|      | Fagot               | MiG-15                          | Chasseur                               |
|      | Faithless           | MiG-23PD                        | Chasseur                               |
|      | Fang                | Lavotchkine La-11               | Chasseur                               |
|      | Fantail             | Lavotchkine La-15               | Chasseur                               |
|      | Fantan              | Nanchang Q-5/A-5                | Attaque au sol                         |
|      | Fargo               | MiG-9                           | Chasseur                               |
|      | Farmer              | Shenyang J-6 & Mig-19           | Chasseur                               |
|      | Feather             | Yakovlev Yak-15/Yak-17          | Chasseur                               |
|      | Felon               | Soukhoï Su-57                   | Chasseur                               |
|      | Fencer              | Soukhoï Su-24                   | Bombardier / Attaque                   |
|      | Fiddler             | Tupolev Tu-128                  | Chasseur                               |
|      | Fin                 | Lavotchkine La-7                | Chasseur                               |
|      | Finback             | Shenyang J-8                    | Intercepteur                           |
|      | Firebar             | Yakovlev Yak-28P                | Bombardier / Attaque                   |
|      | Firebird            | Chengdu J-10                    | Multi-rôles                            |
|      | Firkin              | Soukhoï Su-47 Berkut            | Démonstrateur technologique            |
|      | Fishbed             | MiG-21                          | Chasseur                               |
|      | Fishcan             | Chengdu J-7                     | Multi-rôles                            |
|      | Fishpot             | Soukhoï Su-9                    | Chasseur                               |
|      | Fishpot             | Su-11                           | Intercepteur                           |
|      | Fitter              | Soukhoï Su-7                    | Chasseur-bombardier                    |
|      | Fitter              | Su-17/Su-20/Su-22               | Attaque au sol                         |
|      | Flagon              | Soukhoï Su-15                   | Intercepteur                           |
| puis | Flanker             | Soukhoï Su-27/Su-30/Su-33/Su-37 | Chasseur                               |
|      | Flashlight          | Yakovlev Yak-25                 | Intercepteur                           |
|      | Flatpack            | Projet MiG 1.44/1.42            | Chasseur - Démonstrateur technologique |
|      | Flipper             | Mikoyan-Gourevitch Ye-150       | Intercepteur expérimental              |
|      | Flogger             | MiG-23                          | Chasseur                               |
|      | Flogger             | MiG-27                          | Attaque au sol                         |
|      | Flora               | Yakovlev Yak-23                 | Chasseur                               |
|      | Flounder            | Xian JH-7                       | Attaque au sol                         |
|      | Forger              | Yakovlev Yak-38                 | Attaque au sol                         |
|      | Foxbat              | MiG-25                          | Intercepteur                           |
|      | Foxhound            | MiG-31                          | Intercepteur                           |
|      | Frank               | Yakovlev Yak-9                  | Chasseur                               |
|      | Fred                | Bell P-63 Kingcobra             | Chasseur                               |
|      | Freehand            | Yakovlev Yak-36                 | Démonstrateur technologique            |
|      | Freestyle           | Yakovlev Yak-41/Yak-141         | Chasseur                               |
|      | Fresco              | MiG-17 et Shenyang J-5 en       | Chasseur                               |
|      | Fritz               | Lavotchkine La-9                |                                        |
|      | Frogfoot            | Soukhoï Su-25                   | Attaque au sol                         |
|      | Fulcrum             | MiG-29/MiG-33/MiG-35            | Chasseur                               |
|      | Fullback            | Soukhoï Su-32/Su-34             | Bombardier - Anti-navire               |